# AGP

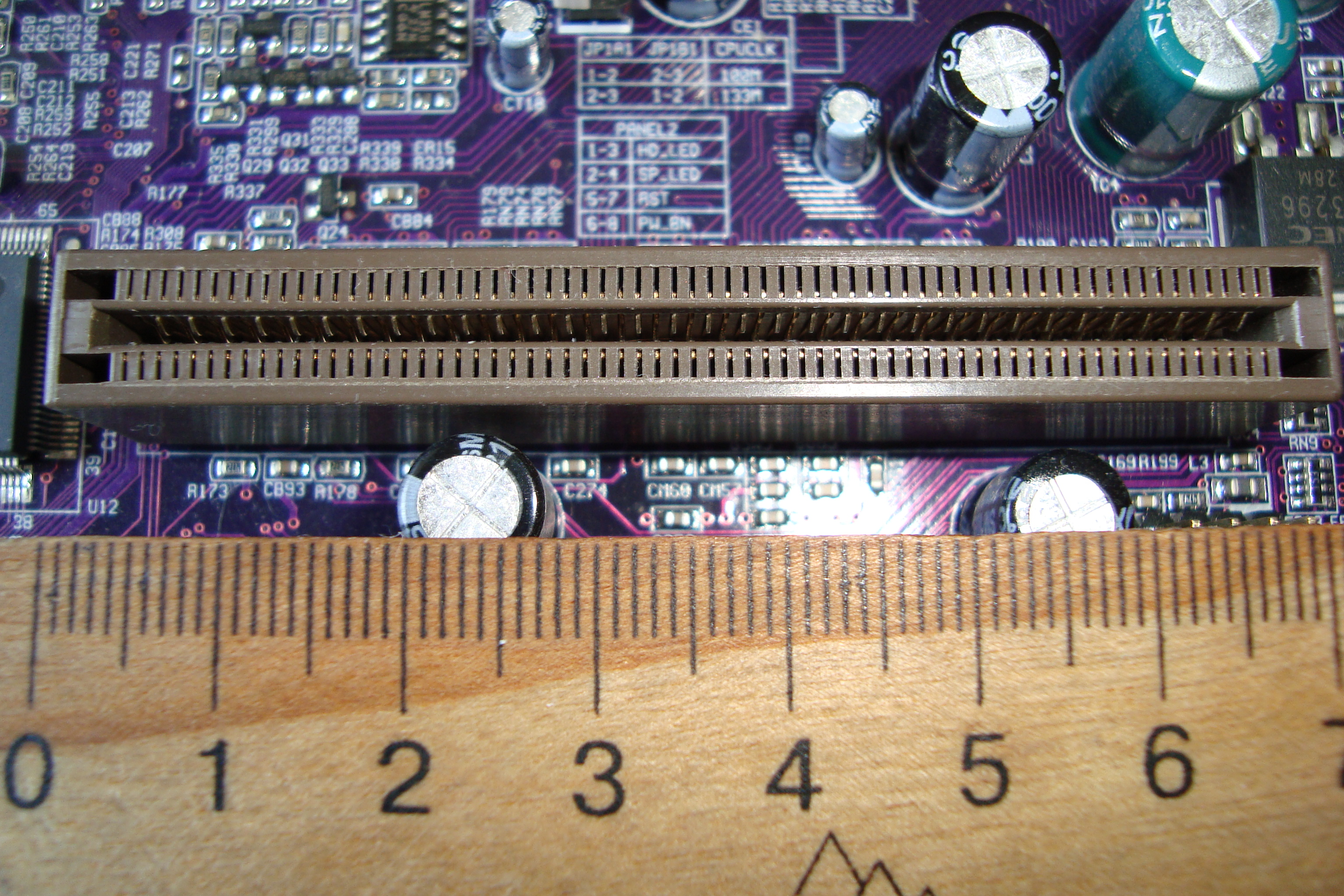
Порт AGP на материнській платі

AGP (від англ Accelerated Graphics Port, прискорений графічний роз'єм) — розроблена в 1997 році компанією Intel, спеціалізована 32-бітова системна шина для AIMM. З'явилася одночасно з чипсетами для процесора Intel Pentium MMX чипсет MVP3, MVP5 з Super Socket 7. Основним завданням розробників було збільшення продуктивності та зменшення вартості відеокарти, за рахунок зменшення кількості вбудованої відеопам'яті. За задумом «Intel», великі обсяги відеопам'яті для AGP-карт були б не потрібні, оскільки технологія передбачала високошвидкісний доступ до загальної пам'яті.
Її відмінності від попередниці, шини PCI:
- робота на тактовій частоті 66 МГц;
- збільшена пропускна здатність;
- режим роботи з пам'яттю DMA і DME;
- поділ запитів на операцію і передачу даних;
- можливість використання відеокарт з енергоспоживанням більшим, ніж PCI

## Основні зміни в AGP
Перша версія (специфікація AGP 1.0) AGP 1x використовується рідко, оскільки не забезпечує необхідної швидкості роботи з пам'яттю в режимі DME, відразу ж при проектуванні була додана можливість посилати 2 блоки даних за один такт, це 2х AGP. У 1998 році вийшла друга версія (специфікація AGP 2.0) — AGP 4x, яка могла пересилати вже 4 блоки за один такт і володіла пропускною спроможністю майже 1 ГБ/с. Рівень напруги замість звичайних 3,3 В був знижений до 1,5 В. Шина AGP 8x (специфікація AGP 3.0) передає вже 8 блоків за один такт, таким чином, пропускна здатність шини досягає 2 ГБ/с. Також у стандарті була закладена можливість використання двох відеокарт (аналогічно ATI CrossFire, NVIDIA SLI), однак ця можливість не була використана виробниками. Сучасні відеокарти вимагають великої потужності, понад 40 Вт, яку шина AGP дати не може, так з'явилася специфікація AGP Pro з додатковими роз'ємами живлення.

## Доступ до пам'яті
- DMA (англ. прямий доступ до пам'яті) — доступ до пам'яті, в цьому режимі основною пам'яттю вважається вбудована відеопам'ять на карті, текстури копіюються туди перед використанням з системної пам'яті комп'ютера. Цей режим роботи не був новим, за тим же принципом працюють звукові карти, деякі контролери тощо.
- DME (англ. безпосереднє виконання в пам'яті) — в цьому режимі основна і відеопам'ять перебувають ніби в загальному адресному просторі. Спільний простір емулюється за допомогою таблиці відображення адрес (англ. графічну таблицю перетворення адрес, ГАРТ) блоками по 4 Кб. Таким чином копіювати дані з основної пам'яті в відеопам'ять вже не потрібно, цей процес називають AGP-текстурування.

## Порядок запитів
Передача даних з основної пам'яті в відеопам'ять карти здійснюється у два етапи, спочатку передається 64-бітний адресу, звідки дані потрібно брати, потім йдуть самі дані. Шина AGP передбачає два варіанти передачі,
- перший — сумісний з шиною PCI — запити даних і адреси відбуваються по одному каналу;
- другий — в режимі SBA (SideBand адресація), за окремою бічний шині, таким чином, можна посилати запити на нові дані, не чекаючи отримання попередніх.

## Розвиток
У наш час материнські плати із слотами AGP практично не випускаються, стандарт AGP був повсюдно витіснено на ринку більш швидким і універсальним PCI Express.
Відеокарти стандарту AGP випускаються в малій кількості і коштують дорожче аналогічних PCI-E карт (через використання «мікросхеми-перехідника» PCI-E → AGP).